# Гематоплацентарный барьер
Гематоплацентарный барьер (плацентарный барьер, фетоплацентарный барьер) — гистогематический барьер между кровью матери и кровью плода в плаценте, морфологически представлен слоем клеток эндотелия сосудов плода, их базальной мембраной, слоем рыхлой перикапиллярной соединительной ткани, базальной мембраной трофобласта, слоями цитотрофобласта и синцитиотрофобласта.
Сосуды плода, разветвляясь в плаценте до мельчайших капилляров, образуют (вместе с поддерживающими тканями) т. н. ворсины хориона, которые погружены в лакуны, наполненные материнской кровью.
Отрицательное влияние на гематоплацентарный барьер оказывают инфекционные болезни женщины во время беременности, в частности ОРВИ. Некоторые внутриклеточные паразиты, в том числе вирусы, могут проходить через гематоплацентарный барьер и вызывать врождённое инфекционное заболевание (к примеру, краснуху, цитомегаловирусную инфекцию, герпес и др. ), либо оказывать повреждающее действие на плод (к примеру, тератогенное действие вируса краснухи в период органогенеза). При нарушениях гематоплацентарного барьера, к примеру при ацидозе, через него могут проникнуть и некоторые бактерии в случае бактериемии у матери и крупномолекулярные вещества.
Избирательная проницаемость гематоплацентарного барьера имеет значение и в фармакологии учитываясь с одной стороны при разработке и назначении медицинских препаратов направленных на воздействие на организм плода, с другой — безопасность для плода средств, в том числе и их метаболитов, назначаемых для коррекции состояния самой беременной женщины. Лекарства через гематоплацентарный барьер могут проникать следующими способами: диффузией, пиноцитозом, активно транспортироваться мембранными структурами клеток. Так, средства с Mr < 400 практический проницаемы, с Mr > 1000 трудно проницаемы или не проницаемы через него. На проницаемость также могут влиять конфигурация молекулы вещества, жирорастворимость, степень ионизации, конъюгация с белками плазмы крови, возможность биотрансформации ферментами плаценты. Проницаемость плацентарного барьера для лекарств, как у человека, так и у животных, зависит и от сроков беременности и воздействия неблагоприятных факторов на плаценту.